# Misterhults församling

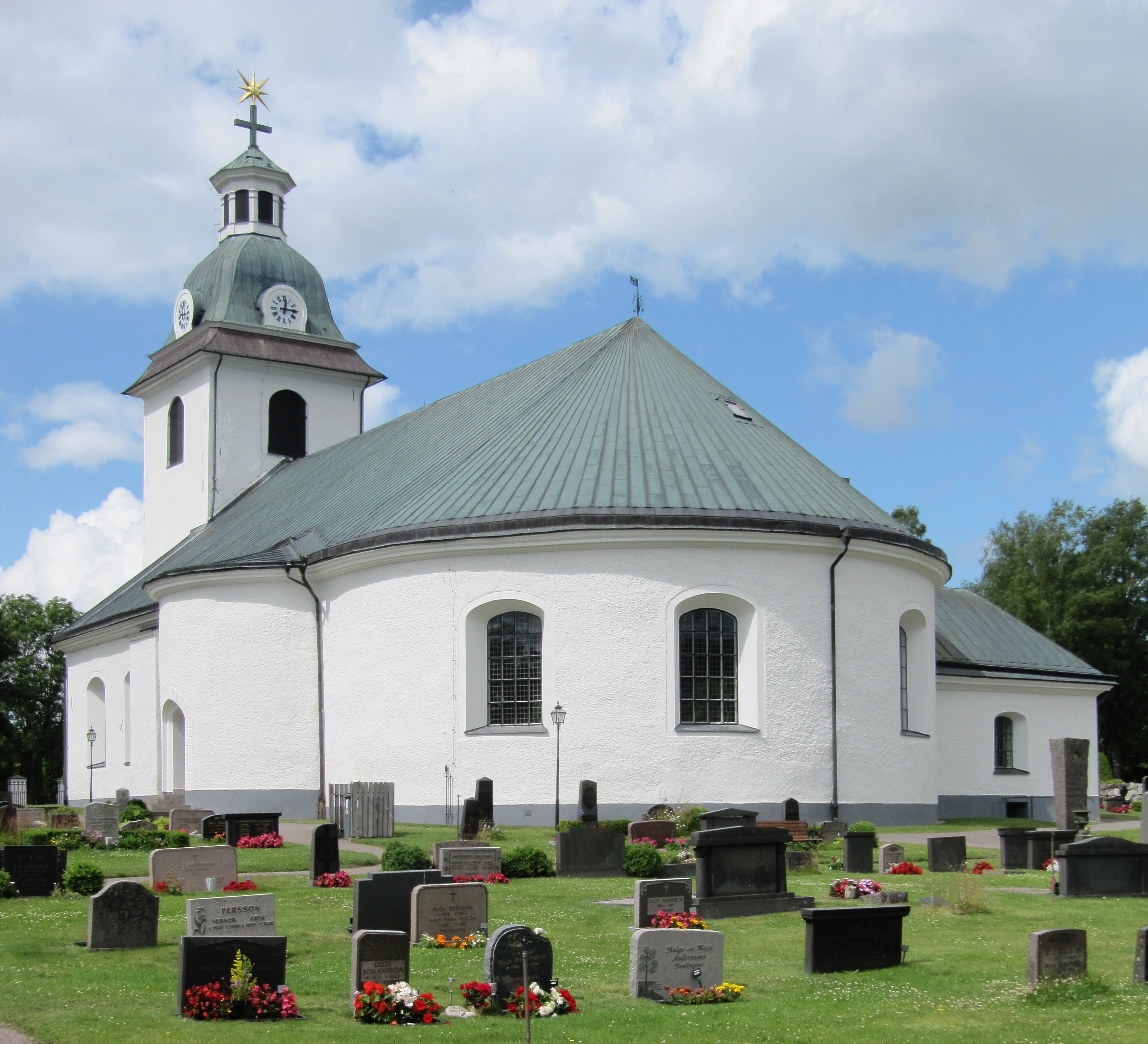
Misterhults kyrka

Misterhults församling är en församling i Linköpings stift inom Svenska kyrkan. Församlingen ingår i Södra Tjusts pastorat och ligger i Oskarshamns kommun i Kalmar län.
Församlingens kyrkor är Misterhults kyrka och Figeholms kyrka.

## Administrativ historik
Församlingen har medeltida ursprung. 
Församlingen har sedan sin tillkomst till 2014 utgjort ett eget pastorat. Från 1952 till 1 juli 1991  var församlingen uppdelad i två kyrkobokföringsdistrikt: Misterhults norra kbfd (till 1966 081301, från 1967 088202) och Misterhults södra kbfd (till 1966 081302, från 1967 088203). Från 2014 ingår församlingen i Södra Tjusts pastorat.

## Kyrkoherdar
| Ämbetstid | Namn                       | Levnadstid | Övrigt                          |
| --------- | -------------------------- | ---------- | ------------------------------- |
| 1434      | Iowar Rawaldsson           |            |                                 |
| 1546      | Laurentius                 |            |                                 |
| 1563–1591 | Haqvinus Laurentii         | –1591      |                                 |
| 1593–1628 | Laurentius Haqvini         | –1628      |                                 |
| 1629–1653 | Petrus Abrahami Tribergius | –1653      |                                 |
| 1654–1666 | Nicolaus Olai Loftander    | 1622–1666  |                                 |
| 1668–1678 | Johannes Boetii Hultenius  | –1678      |                                 |
| 1679–1687 | Petrus Johannis Norraeus   | 1638–1687  |                                 |
| 1689–1704 | Ericus Johannis Hedaenius  | 1654–1704  |                                 |
| 1706–1711 | Hemmingus Petri Hanberg    | 1667–1711  |                                 |
| 1712–1736 | Ericus Petri Wikman        | 1679–1736  |                                 |
| 1737–1749 | Magnus Boræn               | 1697–1749  | Kontraktsprost.                 |
| 1752–1786 | Jakob Höckerberg           | 1718–1786  |                                 |
| 1789–1812 | Paul Heller                | 1737–1812  | Prost.                          |
| 1812–1817 | Johan Loenbom              | 1756–1817  | Kontraktsprost och riksdagsman. |
| 1820–1852 | Carl Johan Loenbom         | 1791–1852  |                                 |
| 1855–1889 | Per Christian Liljedal     | 1803–1889  |                                 |
| 1892–1923 | Olaus Kjörling             | 1843–1923  |                                 |
| 1920–     | David Myhrman              | 1866–      |                                 |
| 1972–1984 | Sven Malcus                | 1920–      | [ 7 ]                           |

## Organister
| Ämbetstid | Namn           | Levnadstid | Övrigt                |
| --------- | -------------- | ---------- | --------------------- |
|           | Tyrs Blomberg  |            | Organist              |
| 1727-1739 | Swen Stockberg | 1691-1739  | Organist och klockare |
| 1745-1753 | Bengt Hellberg |            | Organist              |